# Im Klosterforst
Das Naturschutzgebiet Im Klosterforst liegt südlich des Ortsteiles Wasserstraße der Stadt Petershagen sowie zwischen der Bundesstraße 482 und der Landesgrenze zu Niedersachsen. Das Gebiet ist rund 33 Hektar groß und wird unter der Nummer MI-057 geführt.
Durch die Unterschutzstellung sollen die naturnahen Quellbereiche und Bachläufe erhalten bleiben und ihre Bedeutung für den Naturhaushalt entwickelt werden. Ferner ist für das Naturschutzgebiet wichtig, den Erlenbruchwald und den vorhandenen Hochmoorrest zu erhalten. Um diese Biotope zu schützen und zu optimieren, sind strukturreiche Waldränder zu schaffen. Ein hoher Totholzanteil ist anzustreben.